# روبرت جورج جونسون
روبرت جورج جونسون (بالإنجليزية: Robert George Johnson)‏ هو سياسي أمريكي، ولد في 24 مارس 1925، وتوفي في 1969.